# The Christian Science Monitor
The Christian Science Monitor ("El Monitor de la Ciencia Cristiana") es un periódico internacional que tiene la siguiente misión: "no hacer daño a nadie, sino bendecir a toda la humanidad". Fue creado en 1908 por Mary Baker Eddy, descubridora de la Ciencia Cristiana y fundadora de la Iglesia de Cristo, Científico (también conocida como Iglesia de la Ciencia Cristiana).
El periódico no recurre a las agencias de noticias para obtener la información. En su lugar, la publicación cuenta con sus propios corresponsales localizados en 19 países de todo el mundo. 
A pesar del nombre, el The Christian Science Monitor es un periódico que cubre eventos actuales de todo el mundo. La publicación profesa que su propósito no es evangelizar. Con la excepción de un artículo religioso en la sección Articles on Christian Science, el periódico trae noticias de Estados Unidos y del mundo.
Recibió varios premios Premios Pulitzer a la excelencia periodística.
Entre su plantilla de trabajadores estuvo entre 1997 y 2007 Clay Bennett, historietista político ganador del Premio Pulitzer en 2002.